# Tom Hugo
Tom Hugo Hermansen, né le 27 octobre 1979 à Kristiansand en Norvège, plus connu sous le nom de Tom Hugo, est un auteur, compositeur, interprète norvégien. 
Il habite à Oslo. Il a représenté la Norvège avec le groupe KEiiNO à l'Eurovision 2019.

## Biographie

### Début de carrière
En 2007 Hugo se rend à Hambourg en Allemagne et commence à travailler avec Káme Entertainment et All Access Entertainment. Il réalise son premier album Sundry Tales en Allemagne en juin 2012. La chanson Open Up Your Eyes, réalisée à l'été 2011, culmine à la 100e place du Hit Parade Allemand. 
Il donne de nombreux concerts dans son pays d'origine, la Norvège. Il a participé à la tourné de soutien pour The Overtones. Il participe également à des festivals tels que Palmesus 2012, Welt Astra Tag etc. 

### Melodi Grand Prix
En 2013, il participe pour la première fois au Melodi Grand Prix avec la chanson Des er du. Cependant, il n'est pas qualifié pour la finale. En 2018, il participe pour la deuxième fois au festival avec la chanson I Like I Like I like. Cependant, il ne s'est pas qualifié pour la finale d'or. En 2019, avec le groupe KEiiNO, il remporte la sélection nationale et représente la Norvège au concours de l'Eurovision 2019 avec la chanson Spirit in the Sky. La chanson termine 6e du classement, juste derrière la Suède et devant la Macédoine du Nord.

### Radiojam
En plus d'être artiste et auteur-compositeur, Hugo est l'un des chanteurs du groupe norvégien Radiojam (no). 

### Compositions
Tom Hugo a co-écrit des chansons pour des artistes européens et asiatiques. Au Japon, le groupe coréen TVXQ a chanté Very Merry Xmaw le 27 novembre 2013, une chanson co-écrite par Tom Hugo et Chris Busek. A l'été 2013, Hugo co-écrit Sun Day Hero tiré du single Boys Meet U vendu par SHINee. Il a écrit trois chansons avec Y'akoto pour l'album Baby Blues, réalisé par Warner Bros. en 2012. 

## Vie privée
Hugo est ouvertement gay et marié à Alexander Nyborg Olsson, co-auteur de la musique Spirit in the Sky (chanson de KEiiNO), le 4 décembre 2018.

## Discographie

### Album
Son unique album solo Sundry Tales publié en 2012 s'est classé 23e des charts en Norvège. 

### EPs
- 2009 : I Apologise

### Singles
- 2011 : Open Up Your Eyes
- 2013 : Det er du
- 2017 : Better Than Me
- 2018 : I Like Iike I Like
- 2019 : Spirit in the Sky (avec le groupe KEiiNO)